# (94) Aurora
(94) Aurora es un asteroide perteneciente al cinturón de asteroides descubierto por James Craig Watson desde el observatorio Detroit de Ann Arbor, Estados Unidos, el 6 de septiembre de 1867.
Está nombrado por Aurora, una diosa de la mitología romana.

## Características orbitales
Aurora está situado a una distancia media del Sol de 3,159 ua, pudiendo alejarse hasta 3,442 ua. Su excentricidad es 0,08966 y la inclinación orbital 7,966°. Emplea 2051 días en completar una órbita alrededor del Sol.